# 永生細胞系
永生細胞系，是指一組在多細胞生命中的细胞群，因為基因突變，已經逃避了正常的細胞衰老，而是可以繼續進行分裂，甚至無限無止境地繁殖，細胞可以在體外長時間生長。
永生細胞系，可以來自自然發生的突變，例如癌細胞。也可以出於實驗目的有意誘導。 永生細胞係是研究多細胞生物的生物化學和細胞生物學的非常重要的工具。 
永生細胞系也用於生物技術。值得留意的是，幹細胞雖然可以不斷分裂繁殖，但不屬永生細胞系。
目前著名的永生細胞系包括海拉細胞。